# قصتي مع الشعر
قصتي مع الشعر، أحد الكتب النثرية من مؤلفات الشاعر العربي السوري نزار قباني، صدرت في عام 1970، عن رياض الريس للكتب والنشر في لندن، المملكة المتحدة.